# 美国东方航空66号班机空难
美国东方航空66号航班是一班从新奥尔良飞往纽约的定期航班，于1975年6月24日在进近纽约肯尼迪国际机场时坠毁，机上124人中共113人遇难。:1调查认定，坠机的主要原因是微下击暴流引发的风切变，而机场和机组未能识别严重天气危险也是重要的促成因素。:1

## 航班信息

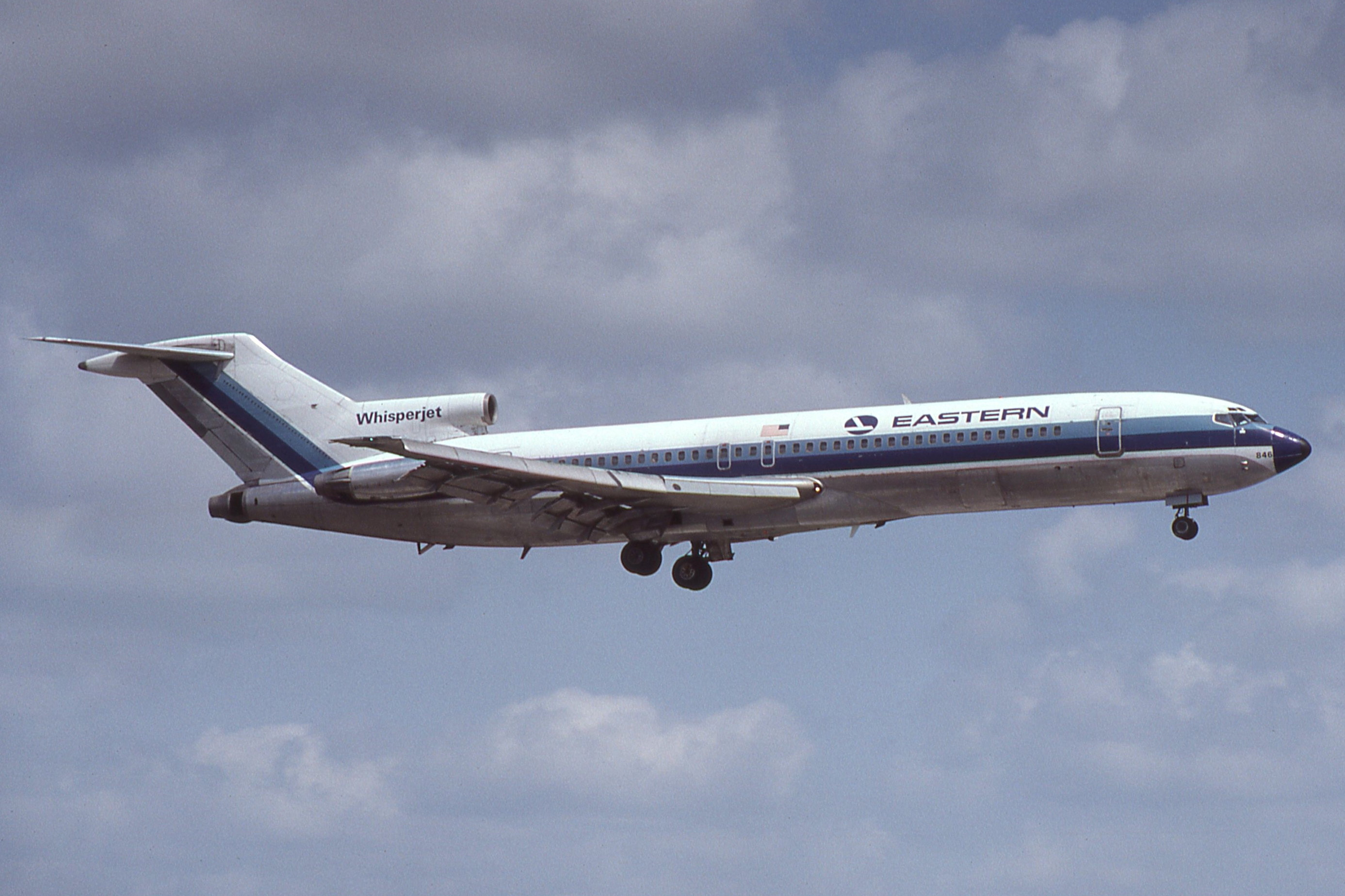
N8846E，事故飞机的姊妹机

美国东方航空66号航班是一趟从新奥尔良国际机场飞往纽约州皇后区牙买加肯尼迪国际机场的定期客运航班。1975年6月24日星期二，该航班由一架注册编号为N8845E的波音727三发动机喷气式飞机执飞。:1
航班于美国东部时间13时19分从新奥尔良起飞，机上共有124人，包括116名乘客和8名机组成员。:1–2航班从新奥尔良飞往纽约地区时未报告任何异常。:2
机组成员如下：
- 机长是54岁的约翰·W·克莱文（John W. Kleven），他在东方航空任职近25年，自1968年7月10日起开始担任波音727的机长。克莱文累计拥有17,381小时的飞行经验，其中包括2,813小时的波音727飞行时长。[1]:44
- 副机师是34岁的威廉·埃伯哈特（William Eberhart），他在东方航空工作了近9年，累计拥有5,063小时的飞行经验，其中包括4,327小时的波音727飞行时长。[1]:44
- 飞航工程师是31岁的加里·M·格林（Gary M. Geurin），自1968年起在东方航空任职，累计拥有3,910小时的飞行经验，其中包括3,123小时的波音727飞行时长。[1]:45
- 第二飞航工程师是33岁的彼得·J·麦卡洛（Peter J. McCullough），在东方航空工作了4年，拥有3,602小时的军用飞行经验和1,767小时的民航飞行经验，其中包括676小时的波音727飞行时长。他当时正在对加里·M·格林进行必要的飞行考核。[1]:45

## 事故
当东方航空66号航班接近纽约市区域时，一场强雷暴正抵达肯尼迪国际机场（JFL）。:215时35分，机组人员接到指示，与JFL进近管制员联系请求指令，随后被安排向22L跑道进近。:215时52分，进近管制员警告所有进场航班，机场正经历“非常轻微的阵雨和薄雾”，能见度接近零，所有进场航班必须按照仪表飞行规则降落。:2
15时53分，东方航空66号航班切换频率，准备对22L跑道进行最终进近。:2管制员向机组提供了雷达引导，以避开正在逼近的雷暴，并将其与其他航班排入降落排序。:2由于天气恶化，机组成员之一查询了位于皇后区法拉盛的拉瓜迪亚机场（该航班的备降机场）的天气状况。:215时59分，管制员警告所有航班，进近阶段存在“严重的风向突变”，并表示稍后将提供更多信息。:2尽管频率中不断报告天气进一步恶化，66号航班仍继续执行对22L跑道的进近。:316时02分，机组被指示与JFL塔台管制员联系，以获取降落许可。:3
16时05分，在对22L跑道进行最后进近时，飞机进入了由强雷暴引发微下击暴流导致的风切变环境。飞机继续下降，直至在距离跑道入口约2,400英尺（730米）的位置撞上进近灯。在初次撞击后，飞机向左倾斜，继续撞击其他进近灯导致起火，残骸散落在机场东北边界附近的罗克韦大道（Rockaway Boulevard）上。机上124人中，107名乘客和6名机组成员（包括驾驶舱的所有四名成员）遇难，其余11人（包括9名乘客和2名空乘人员）受伤但幸存。
直至1979年美国航空191号班级空难，此次坠机事故是当时美国历史上最严重的单架飞机事故。遇难者中包括美国篮球协会（ABA）球员温德尔·拉德纳（Wendell Ladner），他是1974年冠军球队纽约网队的一员，以及路易斯安那州圣公会教区主教艾弗森·B·诺兰德（Iveson B. Noland）。

## 调查与结果
此次事故由美国国家运输安全委员会（NTSB）负责调查。调查显示，在东方航空66号航班坠机前数分钟，一架飞虎航空的道格拉斯DC-8货机在22L跑道降落时报告了地面存在严重的风切变。该货机的飞行员曾向塔台警告这一情况，但其他飞机仍继续降落。在DC-8降落后，一架东方航空的洛克希德L-1011客机在同一跑道降落时险些失事。随后又有两架飞机成功降落，接着66号航班开始尝试降落。根据驾驶舱通话记录器（CVR）录音，66号航班的机长已经得知进近航线上存在严重风切变的报告，并通过无线电向进近引导管制员确认了这一信息，但仍选择继续降落。:3

美国国家运输安全委员会（NTSB）于1976年3月12日发布了最终报告，确定了此次事故的可能原因：
美国国家运输安全委员会认定，这起事故的可能原因是飞机在仪表着陆系统（ILS）定位航线上遭遇了强雷暴带来的逆风，导致飞机以较高的速度下降，撞上了非易碎的进近灯塔。飞行机组对高下降率的识别和纠正延误，可能是由于他们依赖目视线索而非飞行仪表参考。然而，即使机组完全依赖飞行仪表并迅速作出反应，恶劣的风况仍可能过于严重，以至于无法完成安全的进近与着陆。:39
NTSB还得出结论，在恶劣天气条件下，空中交通管制员或飞行机组未能中止降落的决定也是事故的重要促成因素：
事故的促成因素是：在进近航线上显然存在严重天气隐患的情况下，管制人员和飞行机组仍继续使用22L跑道。:39

## 后续影响
此次事故促使美国联邦航空管理局（FAA）于1976年开发了初代低空风切变警报系统，并在1977年至1987年期间为110个由FAA管理的机场安装了该系统。此外，事故还促使人们发现了下击暴流这一气象现象。下击暴流会产生垂直风切变，对着陆飞机构成重大危险。这一发现引发了对下击暴流/微下击暴流现象及其对飞机影响的数十年研究。
在东方航空66号航班坠机时，人们尚未理解下击暴流这一概念。在调查过程中，气象学家藤田哲也与NTSB及东方航空飞行安全部门合作，研究66号航班遭遇的天气现象。藤田发现了雷暴中的强烈下沉气流单元，这些单元导致飞机在穿越时在着陆过程中遇到严重困难。:1他将这种现象命名为“下击暴流单元”，并指出，飞机会受到强气流下击的严重影响。:1藤田提出了一些新的方法来探测和识别下击暴流，包括在跑道进近端安装额外的气象监测设备，并开发新的程序，以便在探测到下击暴流时立即通知进场航班。:46
藤田的下击暴流理论在最初并未被航空气象界立即接受。然而，1982年泛美航空759号班机和1985年达美航空191号班机空难促使航空界重新评估并最终接受了藤田的理论，同时开始认真研究下击暴流/微下击暴流探测及规避系统。

## 脚注
1. 1 2  虽然NTSB的最终报告只列出了 112 人受到“致命”伤害，但共有 113 人死于此次空难。 其中一名乘客最初在坠机中幸存，但 9 天后死亡，NTSB 将其正式记录为受到“非致命”伤害。  NTSB 在其最终报告中解释说，当时49 CFR 830.2将“致命伤”定义为在事故发生后 7 天内导致死亡的伤害。 根据规定，NTSB将这名死亡乘客计入12位受到“非致命”伤害的伤者中。[1]:6 此后，该条例进行了修订，截至2016年2月，任何在 30 天内导致死亡的伤害都被视为 "致命伤害"。[3]
2. ↑  在最终报告中，NTSB使用东部夏令时间描述了所有时间节点。[1]:2
3. ↑  事故发生后，罗克韦大道关闭了一段时间。[2]